# Aquilino Boyd

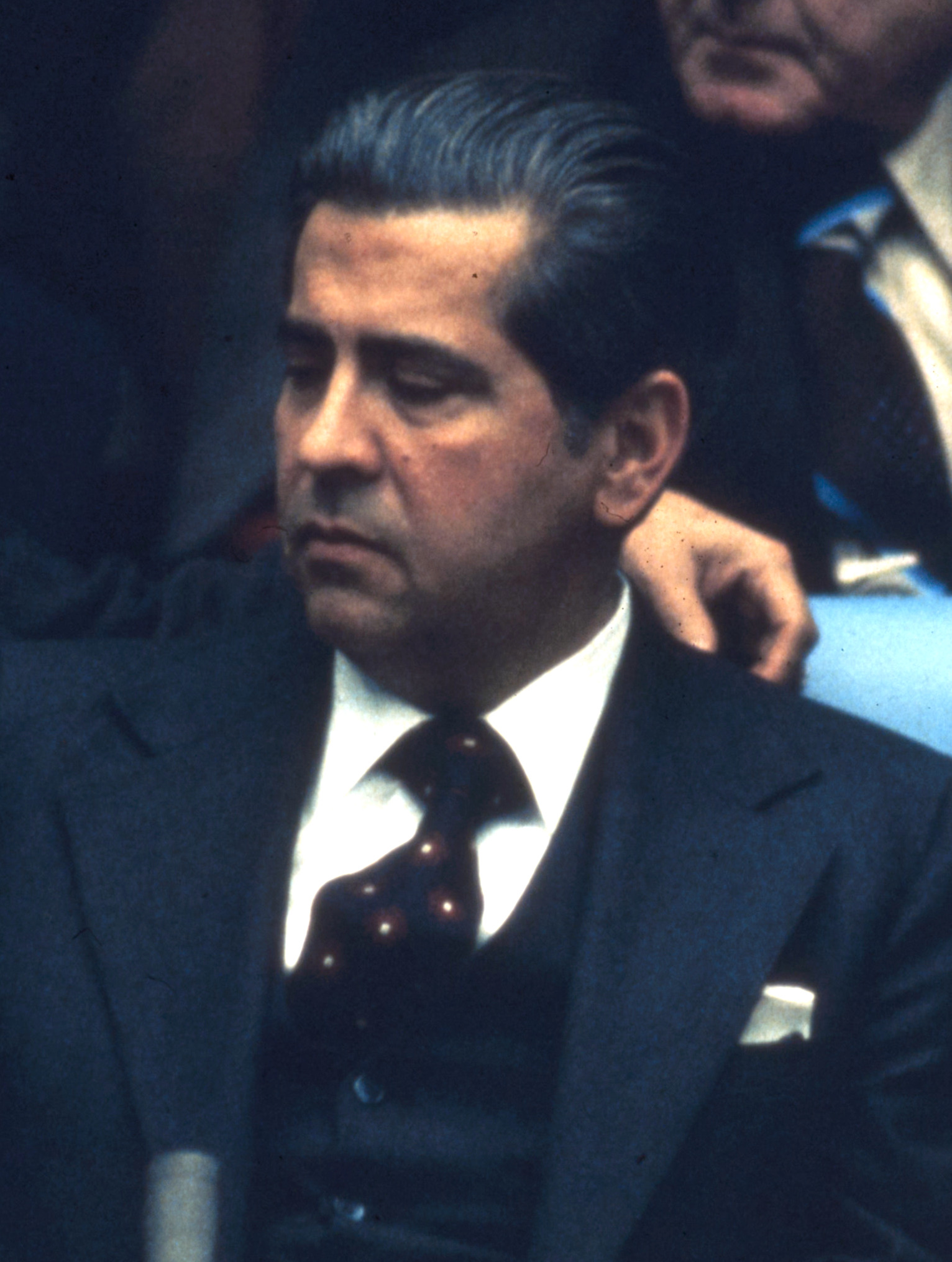
Aquilino Boyd

Aquilino Edgardo Boyd de la Guardia (* 30. März 1921 in Panama-Stadt; † 4. September 2004 in Panama-Stadt) war ein panamaischer Diplomat und national-konservativer Politiker.
Boyd war von 1948 bis 1969 Mitglied der panamaischen Nationalversammlung und von 1962 bis 1976, 1985 bis 1978 und 1997 bis 1999 ständiger Vertreter Panamas bei den Vereinten Nationen. Als Botschafter Panamas war er von 1982 bis 1985 in den USA und von 1994 bis 1997 in Großbritannien eingesetzt. In seine Zeit als Außenminister Panamas (1976/77) fällt die Unterzeichnung der Torrijos-Carter-Verträge zwischen Panama und den Vereinigten Staaten über die Zukunft des Panamakanals und der Panamakanalzone. 1959 gründete er die radikal national-konservative Tercer Partido Nacionalista.